# Benito Meroni
Benito Meroni (San Daniele del Friuli, 8 dicembre 1925) è un ex calciatore italiano, di ruolo centrocampista.

## Caratteristiche tecniche
Era un centrocampista utilizzato sovente anche come ala.

## Carriera
Viene prelevato dalle serie inferiori dall'Atalanta, che lo fa esordire in Serie A.
Tuttavia a Bergamo non riesce ad incidere, venendo ceduto a fine stagione al Treviso in Serie B.
L'anno successivo va al Como dove, avanzato nel ruolo di attaccante, realizza 22 gol contribuendo alla promozione in Serie A dei lariani. Disputa altre due stagioni nel Como nel massimo campionato, venendo poi ceduto al Padova, dove disputa quattro tornei, dei quali soltanto il primo nella massima serie.
Conclude la carriera in IV Serie, prima alla Reggiana e poi al Marsala.

## Palmarès

### Club

#### Competizioni nazionali
- Serie B: 1

Como: 1948-1949
- IV Serie: 2

Reggiana: 1955-1956
Marsala: 1956-1957